# Aida-Salat
Aida-Salat (französisch Salade Aïda) ist ein gemischter Salat, der zur einen Hälfte aus krauser Endivie, zur anderen aus Streifen von geschälten Tomaten, rohen geschälten grünen Paprikastreifen, Scheiben aus Weißei sowie feinen Scheiben oder Streifen von Artischockenböden besteht. Er wird mit einer Essigmarinade angemacht. Über den Salat wird durch ein grobes Sieb gedrücktes, hartgekochtes Eigelb oder gehacktes Ei gegeben.